# 토르스텐손 전쟁
토르스텐손 전쟁은 1643년부터 1645년까지 덴마크-노르웨이와 스웨덴 사이에 일어난 전쟁으로 30년 전쟁이 진행되던 도중에 일어난 전쟁이다. 전쟁의 이름은 스웨덴의 렌나르트 토르스텐손(Lennart Torstenson) 장군에서 유래된 이름이다.
덴마크는 30년 전쟁을 통해 독일 북부에서 세력을 확장하려고 했지만 신성 로마 제국에게 패배했고 1629년 뤼베크에서 체결된 평화 조약을 통해 철수하게 된다. 스웨덴의 구스타브 2세 아돌프 국왕이 30년 전쟁에서 큰 성공을 거두면서 덴마크의 크리스티안 4세 국왕은 위기감을 갖게 된다.
스웨덴은 네덜란드와의 동맹 관계를 통해 덴마크를 견제했다. 1643년에는 렌나르트 토르스텐손이 지휘관을 맡고 있던 스웨덴 육군이 보헤미아에서 덴마크와의 전쟁을 준비했다. 1643년 12월에는 스웨덴 육군이 덴마크 국경으로 북상했고 1644년 1월에는 윌란반도를 점령했다. 1644년 2월에는 구스타브 호른(Gustav Horn)이 이끄는 스웨덴 육군이 스코네, 할란드를 점령했다.
1644년 7월 1일에는 덴마크 해군, 스웨덴 해군이 킬만 연안에서 일진일퇴의 공방전을 벌였다. 1644년 10월 13일에는 스웨덴 함대가 페마른섬, 롤란섬에서 일어난 전투에서 덴마크 함대를 격파하면서 덴마크는 큰 타격을 입게 된다. 신성 로마 제국 군대는 덴마크를 지원하기 위해 윌란반도에 상륙했지만 스웨덴 군대에 의해 격퇴당하고 만다.
1645년 8월 13일에 체결된 브룀세브로 조약(Brömsebro)에 따라 덴마크는 옘틀란드, 헤리에달렌, 고틀란드섬, 사레마섬, 할란드 등을 스웨덴에 할양했다. 전쟁에서 승리한 스웨덴은 발트해에서 세력을 확대하게 된다.